# Archidiecezja Lanciano-Ortona
Archidiecezja Lanciano-Ortona – włoska archidiecezja rzymskokatolicka. Powstała w 1449 jako opactwo terytorialne. Diecezja od 1515, archidiecezja od 1562 (od 1834 siedziba metropolii). W 1818 przejęła obszar zlikwidowanej diecezji Ortona. W 1982 przestała być siedzibą metropolii. Pod obecną nazwą od 1986.

## Ordynariusze

### Diecezja Lanciano
- Angelo Maccafani (1515 -  1517)
- Egidio da Viterbo, O.E.S.A.  (1532 -  1532)
- Michele Fortini (1535 - 1539)
- Juan Salazar Fernández (1540 -  1555)
- Pompeo Piccolomini (1556 - 1560)
- Leonardo Marini, O.P. (1560 - 1566)

### Archidiecezja Lanciano
- Ettore Piscicelli (1568 - 1569)
- Antonio Gaspar Rodríguez, O.F.M. (1570 -  1578)
- Mario Bolognini (1579 -  1588)
- Paolo Tasso (1588 -  1607)
- Lorenzo Monzonís Galatina, O.F.M. (1610 - 1617)
- Francisco Romero, O. Carm.  (1618 -1621
- Andrea Gervasi (1622 -  1668)
- Alfonso Álvarez Barba Ossorio, O. Carm. (1669 -  1673)
- Francesco Antonio Carafa, C.R. (1675 -  1687)
- Manuel de la Torre Gutiérrez, O. de M. (1688 -  1694)
- Giovanni Andrea Monreale (1695 - 1696)
- Bernabé de Castro, O.S.A. (1697 - 1700)
- Giovanni Uva, O.F.M. (1701 - 1717)
- Antonio Paternò (1719 - 1730)
- Arcangelo Maria Luc Thomas Ciccarelli, O.P. (1731 -1738)
- Domenico Angelo de Pace (1739 -  1745)
- Anton Ludovico Antinori, C.O. (1745 -  1754)
- Giacomo Lieto (1754  -  1769)
- Domenico Gervasoni (1769  - 1784)
- Francesco Saverio de Vivo (1786 -  1792)
- Francesco Amoroso (1792  -  1807)
- Francesco Maria de Luca, O.F.M. (1818-1839)

### Archidiecezja Lanciano (i Ortona)
- Giacomo de Vincentiis (1848-1866)
- Francesco Maria Petrarca (1872-1895)
- Angelo Della Cioppa (1896-1917)
- Nicola Piccirilli (1918–1939)
- Francesco Pietro Tesauri (1939–1945)

### Archidiecezja Lanciano i Ortona
- Gioacchino Di Leo (1946-1950)
- Benigno Luciano Migliorini, O.F.M. (1951-1962)
- Pacifico Maria Luigi Perantoni, O.F.M. (1962-1974)
- Leopoldo Teofili (1974-1981)
- Enzio d’Antonio (1982-2000)
- Carlo Ghidelli (2000-2010)
- Emidio Cipollone (od 2010)